# Ferrari F1-87
La Ferrari F1-87 è una monoposto di Formula 1 realizzata dalla Scuderia Ferrari ed impiegata nelle stagioni 1987 e 1988, quest'ultima in una versione aggiornata rinominata F1-87/88C. Progettata da Gustav Brunner e rivista da John Barnard, fu condotta in gara da Michele Alboreto e Gerhard Berger. Ottenne 2 vittorie nel 1987 ed 1 vittoria nel 1988 e numerosi podi, in un periodo che rappresentò il tramonto dell'era turbo in Formula 1.

## Contesto
Il regolamento tecnico della Formula 1 venne rivisto in occasione del mondiale 1987. Secondo le nuove norme, era consentito alle squadre di fare uso di motori turbo da 1,5 litri, oppure aspirati da 3,5 litri. Questa scelta della FIA dipese dal fatto che ormai nel 1986 i motori aspirati di 3 litri di cilindrata erano andati in disuso e tutti i team preferivano utilizzare solo motori turbo, i quali avevano raggiunto potenze molto elevate, e questo faceva sì che i piloti fossero esposti a rischi eccessivi, come mostrarono i vari incidenti della stagione. A far decidere la Federazione per un repentino intervento fu l'incidente mortale di Elio De Angelis.
Ridotta la capacità massima dei serbatoio di benzina a 180 litri, venne introdotta la limitazione della pressione di sovralimentazione a 4,00 bar.
La maggior parte delle squadre decise di continuare ad utilizzare i propulsori sovralimentati, in quanto avevano fatto grossi investimenti per sviluppare quelle tecnologie e perché in ogni caso garantivano ancora prestazioni nettamente superiori agli aspirati, nonostante la cilindrata ridotta rispetto a questi ultimi.

## Impostazione tecnica

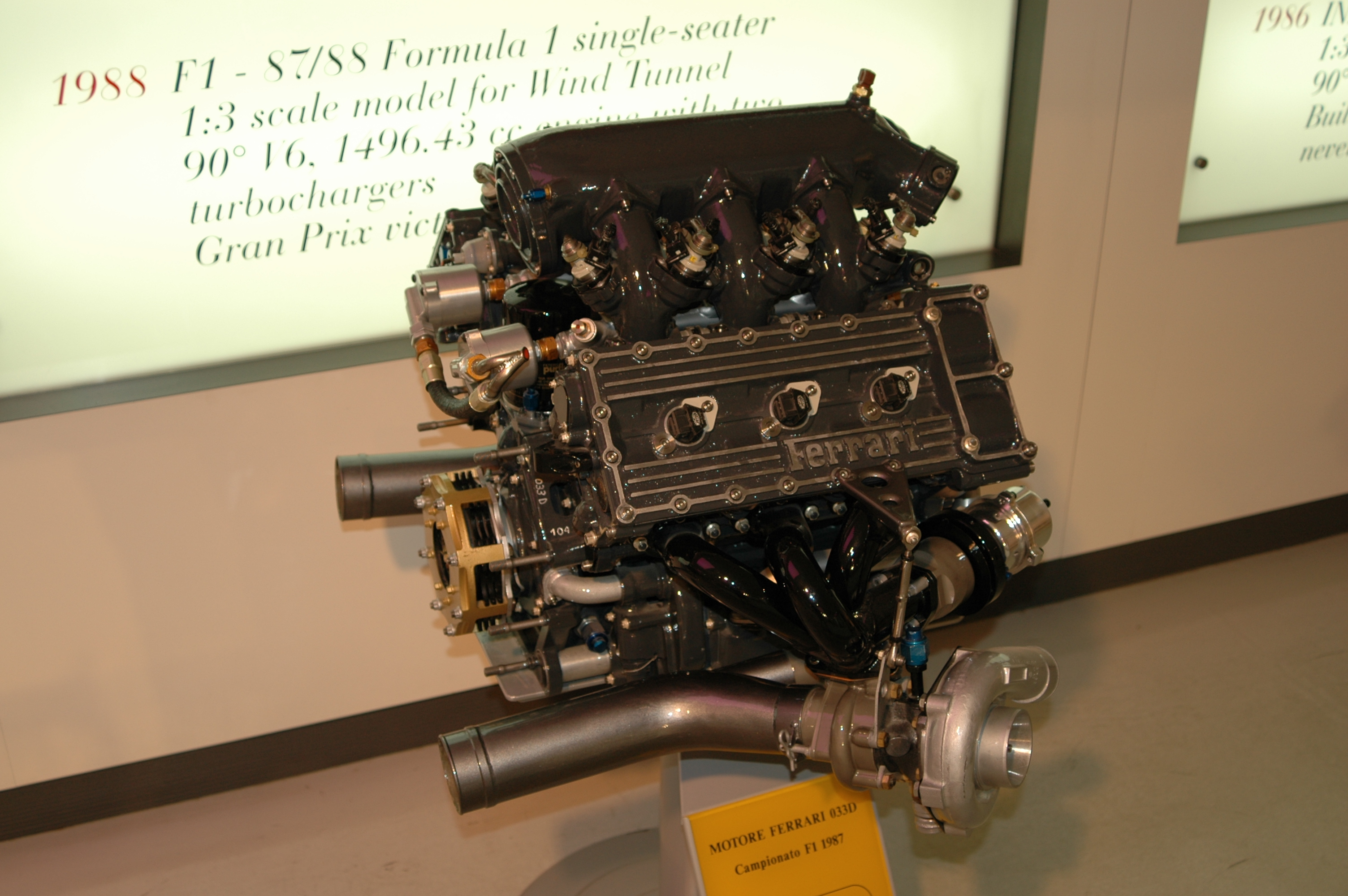
Il motore Ferrari 033D

La Ferrari decise di continuare con il turbo, avendo iniziato nel 1986 lo sviluppo di un nuovo motore, denominato 033/D, con l'angolo tra le bancate dei cilindri di 90° contro i 120° del motore utilizzato fino alla stagione precedente.
Il telaio venne riprogettato rispetto all'anno prima da Gustav Brunner, inoltre venne rivista la conformazione aerodinamica della vettura, sia da John Barnard che da Gustav Brunner.
La F1-87 si presentava più slanciata rispetto alla F1-86, con una sezione anteriore più stretta (per migliorare la resistenza all'avanzamento), le pance laterali più basse e corte, così come le dimensioni delle prese d'aria dei radiatori (grazie ad un motore con temperature di esercizio più basse) e dei freni diminuirono. Il cambio subì un profondo rinnovamento, disponendo di sei rapporti (prima erano cinque), di tipo trasversale: con un maggior numero di rapporti al cambio, migliorava l'utilizzo del motore (che poteva così essere sfruttato ai regimi ottimali), incrementando quindi l'accelerazione e la ripresa.
Il vantaggio decisivo per la Ferrari arrivò nella seconda metà di stagione con l'utilizzo dell'overboost: la valvola pop-off era regolata in modo tale da ridurre la pressione non appena nel circuito di sovralimentazione si superassero i 4,00 bar. Tuttavia, essendo un dispositivo meccanico, aveva dei tempi di risposta non istantanei; quindi, soffiando aria a pressioni decisamente superiori ai 4,00 bar si otteneva per qualche secondo (prima dell'apertura della valvola) una sovrappressione di circa 3 decimi di bar, con un surplus di potenza di una ventina di cavalli circa. Ciò permise alla Ferrari di essere la vettura più potente negli ultimi gran premi della stagione.

## Carriera agonistica

### 1987
Nel 1987 la Ferrari sperava di tornare ai livelli di competitività di due anni prima, quando contese il titolo alla McLaren. Per raggiungere la squadra inglese, Enzo Ferrari ingaggiò l'ingegnere britannico John Barnard, il quale aveva concepito proprio la McLaren dell'85 e dell'86. Barnard venne affiancato ad un altro tecnico inglese, l'ingegnere Harvey Postlethwaite, che da tempo lavorava a Maranello e aveva realizzato le Ferrari 126, le quali si aggiudicarono il mondiale costruttori dell'82 e dell'83. Tra i due c'era una forte competizione, inoltre Barnard non accettò di trasferirsi in Italia, continuando la sua attività in Inghilterra. Entrato a far parte della Ferrari sul finire della stagione '86, non partecipò attivamente alla progettazione della F1-87, che fu invece realizzata dall'ingegnere austriaco Gustav Brunner coadiuvato da Harvey Postlethwaite: il risultato fu una vettura nettamente migliore della precedente, ma non sufficientemente affidabile per rilanciare la squadra. L'altra novità fu l'assunzione del pilota austriaco Gerhard Berger, che sostituì Stefan Johansson e venne affiancato a Michele Alboreto. 
La stagione non risultò ai massimi livelli in quanto, pur ottenendo un maggior numero di punti iridati rispetto al campionato precedente, la Ferrari si piazzò comunque quarta nel mondiale costruttori. La vettura soffrì spesso di poca affidabilità, che ne pregiudicò il rendimento. Tuttavia, diversamente dalla Ferrari F1-86 dell'anno prima, fu capace di vincere dei Gran Premi e dunque riportare il team di Maranello sul gradino più alto del podio. Inoltre ottenne anche alcune pole position, cosa che non accadde nel 1986, ma nonostante questi miglioramenti e il maggior numero di punti ottenuti, la Ferrari non riuscì a competere per il titolo. Nelle qualificazioni i risultati furono migliori, dal momento che Berger ottenne tre pole position (Gran Premi del Portogallo, del Giappone e d'Australia).
Alboreto non realizzò nessuna pole, il suo miglior risultato in griglia fu il quarto posto in Spagna e Giappone.
In sostanza la monoposto si dimostrò valida, visto che escludendo l'ottavo posto in Brasile e il quindicesimo in Spagna (entrambi con Alboreto), i piloti non ottennero mai piazzamenti peggiori del quarto posto. Tuttavia il numero dei ritiri (dovuti a guai meccanici) fu superiore a quello dei gran premi portati a termine, perdendo molti punti per via dell'incostanza e dell'inaffidabilità. In Portogallo Berger perse la corsa per un testacoda (arrivando comunque secondo), in Giappone vinse facilmente mentre in Australia vi fu addirittura doppietta con Berger primo e Alboreto secondo.

### 1988

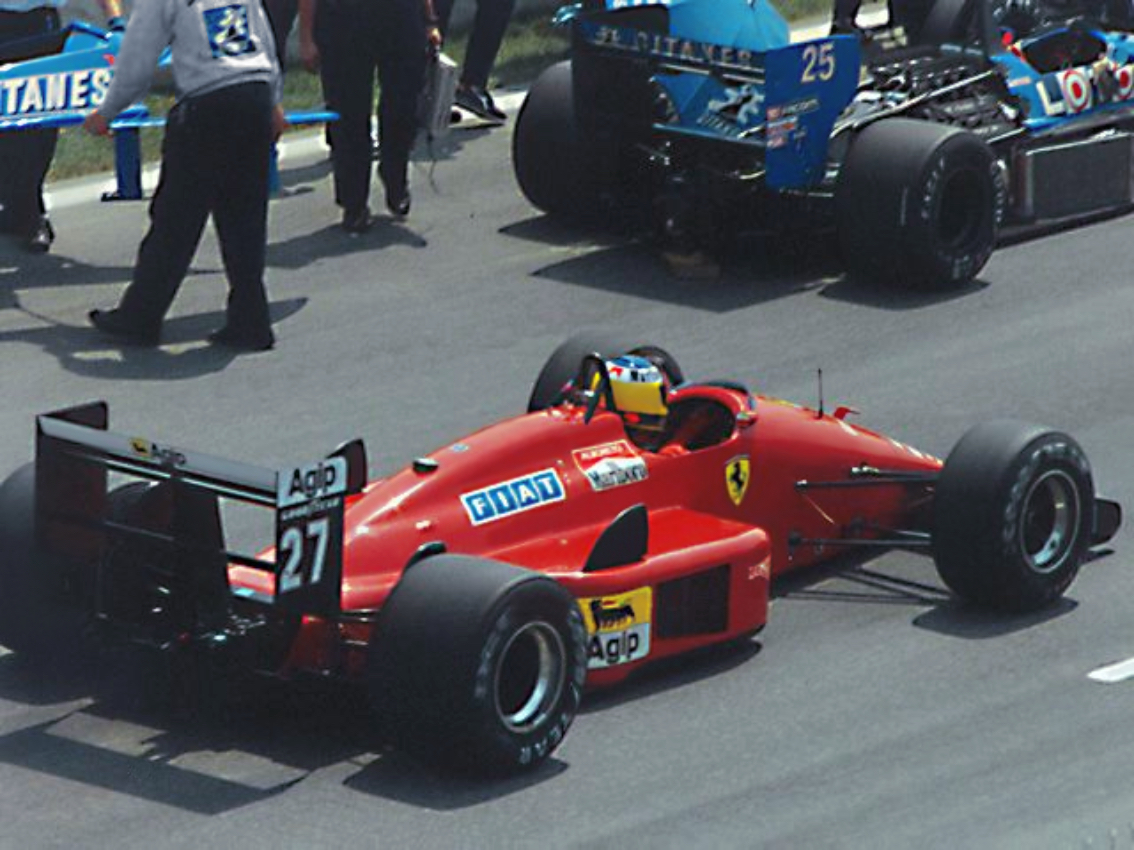
Vista posteriore della F1-87/88C di Michele Alboreto sulla linea di partenza del Gran Premio del Canada 1988

In Formula 1 la stagione 1988 si preannunciò come un'annata di transizione: essa fu infatti l'ultima in cui il regolamento ammise l'impiego di propulsori sovralimentati, il cui sviluppo (peraltro divenuto molto costoso) aveva portato a un'escalation prestazionale giudicata tale da compromettere la sicurezza delle corse. In attesa del bando completo la FIA aveva comunque imposto una riduzione della pressione massima di sovralimentazione (da 4 a 2,5 bar) e della capienza del serbatoio del carburante (portata a 150 litri), onde depotenziare le unità motrici.
Di conseguenza i tecnici Ferrari decisero di concentrare i loro sforzi sullo sviluppo di una vettura del tutto nuova da mandare in pista nel 1989 (la cui progettazione fu affidata al team privato diretto da John Barnard e basato a Guildford), mentre per il 1988 si limitarono a lavorare sulla F1-87, adattandone minimamente il progetto alle nuove regole. Dal punto di vista meccanico e aerodinamico la vettura, ribattezzata F1-87/88C, risultò dunque pressoché identica a quella dell'anno prima, con una carrozzeria bassa e compatta dalle linee sinuose e arrotondate. Tale scelta fu anche dettata dalla volontà di beneficiare di una deroga regolamentare: le vetture che avessero conservato lo stesso telaio del 1987 avrebbero infatti potuto mantenere l'abitacolo in posizione più avanzata, con la pedaliera oltre l'asse anteriore. Ciò non sarebbe invece stato possibile per le vetture di nuova concezione, le quali avrebbero dovuto fin da subito ottemperare al nuovo regolamento di sicurezza e montare i pedali dietro la linea delle ruote frontali. Fecero tale scelta (anche per contenere i costi) Ferrari, Arrows, Zakspeed e Osella.

Gerhard Berger alla guida della F1-87/88C nel vittorioso Gran Premio d'Italia 1988

Pur se complessivamente riuscita e affidabile, non fu mai veramente in grado di competere per le classifiche iridate, ottenendo solo una vittoria e una pole position. La scelta "prudente" della Ferrari pose la F1-87/88C in condizioni d'inferiorità rispetto alla McLaren, i cui progettisti Steve Nichols e Gordon Murray dotarono la MP4/4 di un nuovo telaio conforme ai regolamenti, mentre la Honda fornì un nuovo motore ottimizzato per la ridotta pressione di sovralimentazione.
La monoposto inglese, nelle mani di Alain Prost e Ayrton Senna, si rivelò praticamente invincibile, aggiudicandosi 15 vittorie su 16 Gran Premi. L'unica eccezione fu costituita dal Gran Premio d'Italia: a due giri dalla fine Senna, saldamente al comando, si scontrò con la Williams di Jean Louis Schlesser e dovette ritirarsi, lasciando campo libero a Gerhard Berger e Michele Alboreto, che si assicurarono una doppietta.
Analoga situazione si verificò nelle pole position, ove Senna e Prost si spartirono 15 delle 16 prove di qualifica: solo nel Gran Premio di Gran Bretagna i due vennero sopravanzati in griglia da Berger.
Nell'economia della stagione, la Ferrari ottenne più punti rispetto al 1987 (65 contro 53) e risultò seconda nel mondiale costruttori, pur se nettamente staccata dalla McLaren. Di fatto le monoposto italiane poterono lottare per il vertice solo quando una delle McLaren non riusciva a rendere al meglio o si ritirava. La F1-87/88C rimase per 26 anni l'ultima Ferrari di Formula 1 dotata di motore turbocompresso (tale tecnologia venne infatti ri-adottata solo nel 2014 per la F14 T), nonché la prima ad aver vinto un Gran Premio della massima categoria dopo la morte di Enzo Ferrari.

## Risultati completi
| Anno | Vettura | Motore          | Gomme | Piloti           |    |     |     |   |     |     |     |     |     |     |     |     |     |     |   |   |  |  |  |  |  |  |  |  | Punti | Pos. |
| ---- | ------- | --------------- | ----- | ---------------- | -- | --- | --- | - | --- | --- | --- | --- | --- | --- | --- | --- | --- | --- | - | - |  |  |  |  |  |  |  |  | ----- | ---- |
| 1987 | F1-87   | Ferrari 033D tc | G     | Michele Alboreto | 8* | 3   | Rit | 3 | Rit | Rit | Rit | Rit | Rit | Rit | Rit | Rit | 15* | Rit | 4 | 2 |  |  |  |  |  |  |  |  | 53    | 4º   |
| 1987 | F1-87   | Ferrari 033D tc | G     | Gerhard Berger   | 4  | Rit | Rit | 4 | 4   | Rit | Rit | Rit | Rit | Rit | 4   | 2   | Rit | Rit | 1 | 1 |  |  |  |  |  |  |  |  | 53    | 4º   |

| Anno | Vettura   | Motore          | Gomme | Piloti           |   |     |   |   |     |     |   |     |   |     |     |   |     |     |    |     |  |  |  |  |  |  |  |  | Punti | Pos. |
| ---- | --------- | --------------- | ----- | ---------------- | - | --- | - | - | --- | --- | - | --- | - | --- | --- | - | --- | --- | -- | --- |  |  |  |  |  |  |  |  | ----- | ---- |
| 1988 | F1-87/88C | Ferrari 033E tc | G     | Michele Alboreto | 5 | 18* | 3 | 4 | Rit | Rit | 3 | 17* | 4 | Rit | Rit | 2 | 5   | Rit | 11 | Rit |  |  |  |  |  |  |  |  | 65    | 2º   |
| 1988 | F1-87/88C | Ferrari 033E tc | G     | Gerhard Berger   | 2 | 5   | 2 | 3 | Rit | Rit | 4 | 9   | 3 | 4   | Rit | 1 | Rit | 6   | 4  | Rit |  |  |  |  |  |  |  |  | 65    | 2º   |